# Hamdija Mulić
Hamdija Mulić (1881 Konjic, Bosna a Hercegovina – 8. ledna 1944 Sarajevo, Nezávislý stát Chorvatsko) byl bosenskohercegovský pedagog a publicista bosňáckého původu.

## Životopis
Mekteb a základní školu navštěvoval v rodném městě, v Sarajevu navštěvoval nižší gymnázium a Učitelskou školu. Od roku 1901 působil jako pomocný učitel v Čapljině a od roku 1902 v Konjici (není jasné, zda byl přemístěn roku 1902 či 1904, anebo přechodně působil v obou městech), nato od roku 1905 jako definitivní učitel v Bugojnu a následně od roku 1908 v Hrasnici u Sarajeva (zde od roku 1909 získal pozici ředitele). Roku 1912 se stal ředitelem národní základní školy v Konjici (od srpna 1913 v druhé profesní třídě). Roku 1913 natrvalo zakotvil v bosenskohercegovské metropoli, kde dostal místo v muslimské učitelské přípravce, Daru-l-mualliminu.
Od mládí přispíval do četných periodik, mezi nimiž vynikal Behar, Gajret, Biser, Školski vjesnik, Misbah, Pravda, Novi behar, Glasnik Islamske vjerske zajednice, El-Hidaja, Kalendar „Gajret“ a Kalendar „Narodna uzdanica“. Jeho práce se týkaly především muslimské lidové slovesnosti a pedagogiky.

## Dílo
- Iz života za život: pričice za islamsku mladež (Ze života pro život: vyprávění pro islámskou mládež, Mostar 1913)
- Jugoslavenska čitanka (Jugoslávská/Jihoslovanská čítanka, Sarajevo 1931)
- Iz života Muhameda-alejhisselam: uzgojne crtice (Z života Muhameda, mír a požehnání s ním: výchovné črty, 2. vyd. Sarajevo 1937)
- Metodika vjerske nastave: nauka o predavanju pojedinih nastavnih predmeta u mektebu (Metodika náboženského vzdělávání, Sarajevo 1941)
- Naša knjiga (Naše kniha, Sarajevo 1941)
- Iz naše mahale: sabrane priče za hrvatsku mladež (Z naší čtvrti: sebraná vyprávění pro chorvatskou mládež, Zagreb 1944)
- Hamdija Mulić: pedagog, prosvjetitelj, reformator, književnik (Hamdija Mulić: pedagog, osvícenec, reformátor, spisovatel, ed. Ifet Mustafić, 2 sv., Sarajevo 2008), výbor z tvorby